# Gorenje Podpoljane
Gorenje Podpoljane so naselje v Občini Ribnica. Naselje je gručasta vasica na vzhodu Velikolaščanske pokrajine. Leži na položnem pobočju zahodno nad glavno cesto Škofljica-Kočevje in železnico Grosuplje-Kočevje, severozahodno od Ortneka. Južno od jedra je zaselek Luknja z opuščenim mlinom ob potoku Zastava, ob glavni cesti pa je samotna čuvajnica, ki je bila obnovljena za stanovanjske namene.